# کافئیک اسید
کافئیک اسید (به انگلیسی: Caffeic acid) با فرمول شیمیایی C۹H۸O۴ یک ترکیب شیمیایی با شناسه پاب‌کم ۶۸۹۰۴۳ است. که جرم مولی آن ۱۸۰٫۱۶ g/mol می‌باشد.